# Vorpommersches Kartoffelmuseum

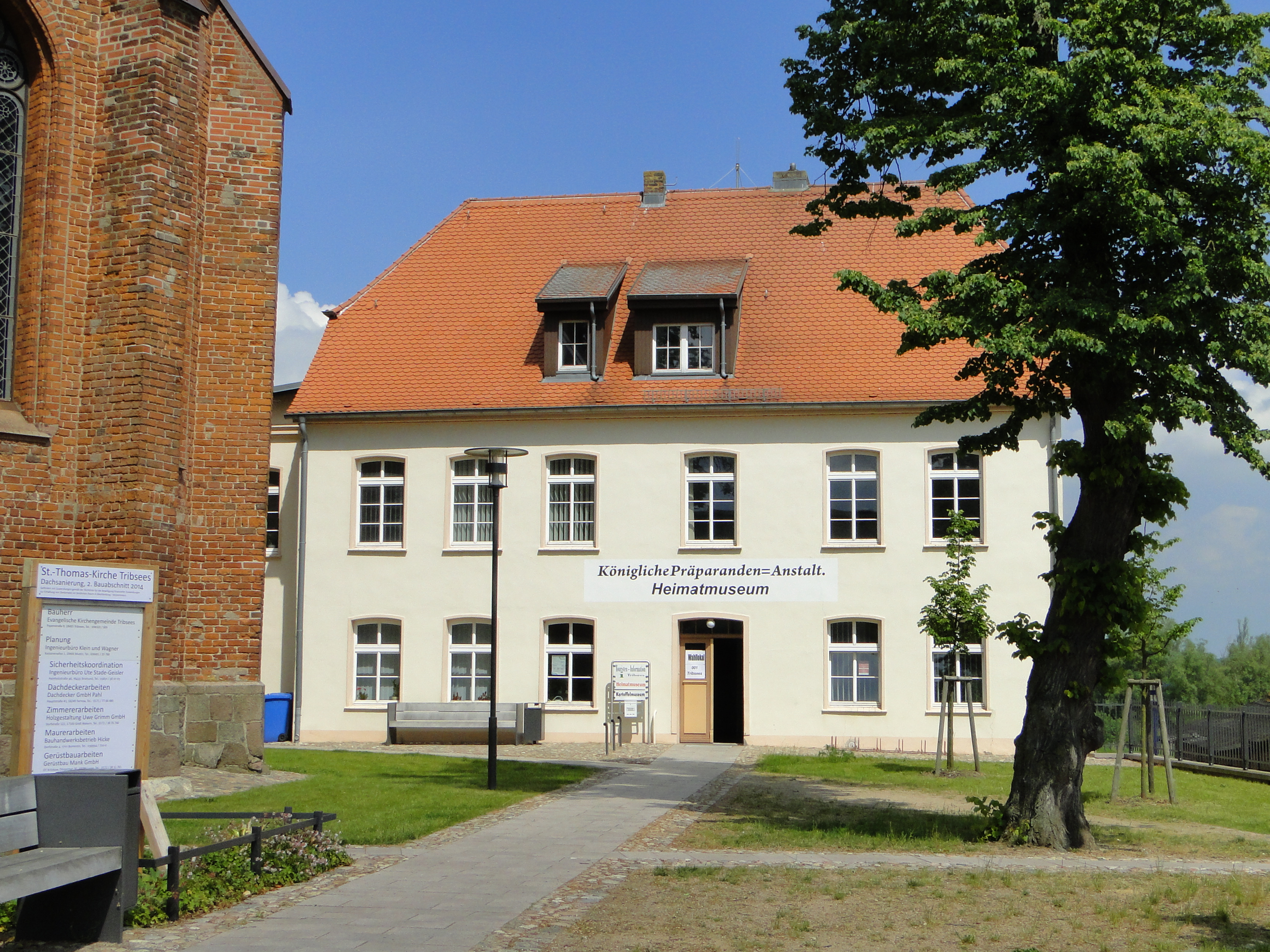
Sitz des Vorpommerschen Kartoffelmuseums in Tribsees

Kartoffelanbau in Preußen: Friedrich der Große inspiziert ein Kartoffelfeld

Das Vorpommersche Kartoffelmuseum in Tribsees (Landkreis Vorpommern-Rügen) ist das einzige Kartoffelmuseum in Mecklenburg-Vorpommern und eines von dreien in Deutschland.
Es informiert über den Anbau und die Zucht von Kartoffeln, die ein wichtiger Bestandteil der regionalen Küche sind. Das Museum wird vom Strukturförderverein Trebeltal e. V. betreut. Die Sendung DAS! berichtete 2006 im NDR Fernsehen über das Museum.